# Hypsugo cadornae
Hypsugo cadornae é uma espécie de morcego da família Vespertilionidae. Pode ser encontrada na Índia, Laos, Myanmar, Tailândia e Vietname.